# Sascha Hupmann
Sascha Dirk Hupmann (Monaco di Baviera, 21 aprile 1970 – Evansville, 12 aprile 2020) è stato un cestista tedesco.
Affetto da atassia, è scomparso nell'aprile 2020 all'età di 49 anni.

## Carriera
Con la Germania ha disputato i Campionati mondiali del 1994 e i Campionati europei del 1997.

## Palmarès
- Campionato tedesco: 3

Bayer Leverkusen: 1994-95, 1995-96
Alba Berlino: 1996-97
- Campionato greco: 2

Panathinaikos: 1997-98, 1998-99
- Coppa di Germania: 2

Bayer Leverkusen: 1995
Alba Berlino: 1997